# Jerago con Orago
Jerago con Orago est une commune italienne de la province de Varèse dans la région Lombardie en Italie.

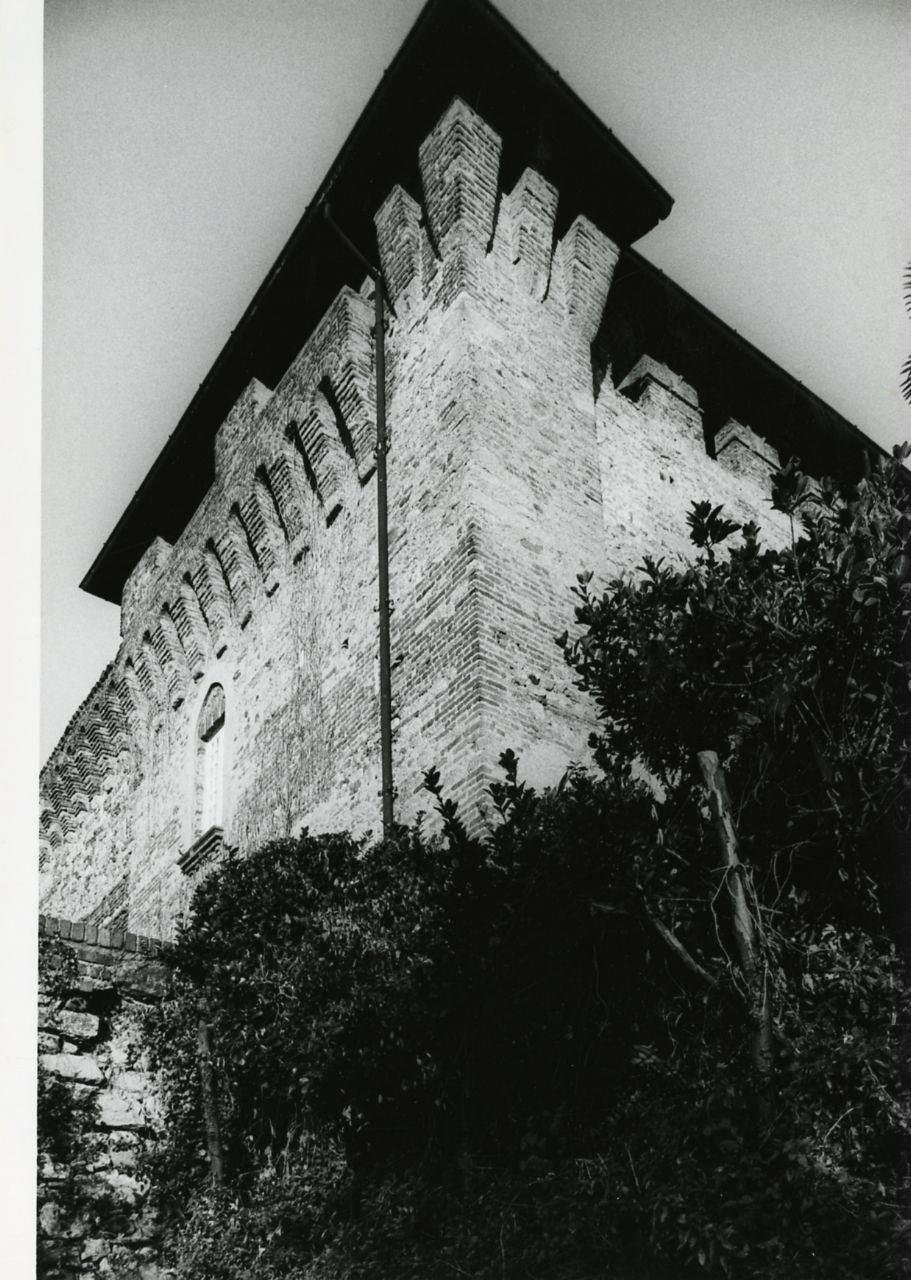
Jerago, 1980 (Paolo Monti)

## Toponyme
- Jerago est documenté comme Alierage et dérive probablement du nom latin d' Alliarius avec le suffixe -acus, d'origine celtique.
- Orago est issu de l'anthroponyme latin Aurius, suivi du suffixe -acus.

## Administration
| Période                                  | Période  | Identité        | Étiquette | Qualité  |
| ---------------------------------------- | -------- | --------------- | --------- | -------- |
| 29/4/2008                                | En cours | Giorgio Ginelli |           | dentiste |
| Les données manquantes sont à compléter. |          |                 |           |          |

### Communes limitrophes
| Sumirago | Albizzate            | Solbiate Arno             |
|          | Jerago con Orago     | Oggiona con Santo Stefano |
| Besnate  | Cavaria con Premezzo |                           |